# Thomas Chatterton
Thomas Chatterton (n. 20 noiembrie 1752, South West England, Anglia, Regatul Marii Britanii – d. 24 august 1770, Londra, Regatul Marii Britanii) a fost un poet englez, unul dintre precursorii romantismului.

## Opera
Lucrarea Poeme presupuse a fi scrise probabil la Bristol de Th. Rowley și alții în veacul al XV-lea (engleză Poems supposed to have been written at Bristol by Thomas Rowley and others, in the Fifteenth Century), apărută postum în 1777, conține poeme de o bogată fantezie, în limba vechilor balade populare.
La 11 ani a scris o eglogă pe un pergament vechi și a prezentat-o ca pe o lucrare a sec. al XV-lea. S-a sinucis la vârsta de 17 ani.